# Daniel Didavi
Daniel Didavi (Nürtingen, 1990. február 21. –) német labdarúgó, az élvonalbeli VfB Stuttgart középpályása.

## Pályafutása

### Klubcsapatokban
Didavi pályafutását a helyi SpV 05 Nürtingenben kezdte, 2003. nyarán fedezte fel a VfB Stuttgart, az első csapatba 2009 júliusában került fel. A Molde FK elleni Európa-liga-selejtezőn mutatkozott be 2010. július 29-én. Az idegenben 3–2-re megnyert összecsapás 79. percében állt be Sebastian Rudy helyére. Az élvonalban napra pontosan egy hónappal később, augusztus 29-én mutatkozott be. A későbbi bajnok Borussia Dortmund ellen idegenben 3–1-re elvesztett idegenbeli meccsen a félidőben állt be, mikor a sárga mezesek már három góllal vezettek.
2011 júliusában a szezon végéig kölcsönadták az 1. FC Nürnbergnek. Új, Bundesliga 1-es csapatában a Hertha BSC elleni berlini meccsen mutatkozott be, a 89. percben állt be, ekkor az 1–0-s végeredmény már kialakult.
2012. július 2-án 2016. júniusáig meghosszabbította stuttgarti szerződését.

### Válogatottban
Tagja volt a német U18-as, U19-es, U20-as és U21-es válogatottnak.

## Statisztikák

### Klubcsapatokban
2014. szeptember 24. szerint
| Klub             | Szezon   | Bajnokság | Bajnokság | Kupa  | Kupa | Európa | Európa | Egyéb | Egyéb | Összesen | Összesen |
| Klub             | Szezon   | Meccs     | Gól       | Meccs | Gól  | Meccs  | Gól    | Meccs | Gól   | Meccs    | Gól      |
| ---------------- | -------- | --------- | --------- | ----- | ---- | ------ | ------ | ----- | ----- | -------- | -------- |
| VfB Stuttgart II | 2008–09  | 30        | 5         | 0     | 0    | 0      | 0      | 0     | 0     | 30       | 5        |
| VfB Stuttgart II | 2009–10  | 28        | 5         | 0     | 0    | 0      | 0      | 0     | 0     | 28       | 5        |
| VfB Stuttgart    | 2010–11  | 8         | 0         | 0     | 0    | 5      | 0      | 0     | 0     | 13       | 0        |
| 1. FC Nürnberg   | 2011–12  | 23        | 9         | 2     | 0    | 0      | 0      | 0     | 0     | 25       | 9        |
| VfB Stuttgart    | 2012–13  | 3         | 0         | 1     | 0    | 0      | 0      | 0     | 0     | 4        | 0        |
| VfB Stuttgart    | 2013–14  | 7         | 1         | 0     | 0    | 0      | 0      | 0     | 0     | 7        | 1        |
| VfB Stuttgart    | 2014–15  | 4         | 2         | 1     | 0    | 0      | 0      | 0     | 0     | 5        | 2        |
| Összesen         | Összesen | 103       | 22        | 4     | 0    | 5      | 0      | 0     | 0     | 112      | 22       |

## Sikerei, díjai
VfB Stuttgart
- DFB-Pokal ezüstérmes: 2012–13